# Zakavkazje
Zakavkazje (rus. Закавказье, arm. Հարավային Կովկաս, gruz. სამხრეთი კავკასია), odnosno "područje iza Kavkaza" je geopolitička subregija na području Kavkaza. Obuhvaća područje negdašnjeg SSSR-a, južno od najviših vrhova Velikog Kavkaza. Prostire se između Crnog mora na zapadu i Kaspijskog jezera na istoku, odnosno Ruske Federacije na sjeveru, Irana na jugu i Turske na jugozapadu.
U geografskom smislu regiji pripadaju južni obronci Velikog Kavkaza, cijeli Mali Kavkaz, Kolhidska nizina, Kursko-arakska nizina, Armenska visoravan i Tališki masiv s Lenkoranjskom nizinom. Obuhvaća područje od 186.000 km².
Politički gledana, na ovom prostoru nalaze se tri međunarodno priznate republike: Azerbajdžan, Armenija i Gruzija, dvije samoproglašene i djelomično priznate republike (otcjepljene od Gruzije): Abhazija i Južna Osetija, te jedna de facto nezavisna republika, odcjepljena od Azerajdžana, ali nije međunarodno priznata: Artsakh. Područje je vrlo politički turbulentno zbog učestalih sukoba u Južnoj Osetiji i Artsakhu, kao i zbog nedostatka diplomatskih odnosa između Armenije i Azerbajdžana, koje su "u ratu" od napuštanja SSSR-a.
Regija je bogata naftom i zemnim plinom, manganom, a ima i bogat hidropotencijal. Osobito je pogodna za vinogradarstvo. Armenija i Gruzija se smatraju jednim od najstarijih vinogradarskih područja na svijetu.